# Jean-François Lamour
Jean-François Lamour (Maisons-Alfort, 2 de fevereiro de 1956) é um político e desportista francês que competiu em esgrima, especialista na modalidade de sabre.
Participou em quatro Jogos Olímpicos de Verão, entre os anos 1980 e 1992, obtendo ao todo cinco medalhas: ouro e prata em Los Angeles 1984, nas provas individual e por equipas (junto com Pierre Guichot, Hervé Granger-Veyron, Philippe Delrieu e Franck Ducheix), ouro em Seul 1988, prova individual, e dois bronzes em Barcelona 1992, prova individual e por equipas (com Jean-Philippe Daurelle, Franck Ducheix, Hervé Granger-Veyron e Pierre Guichot).
Ganhou três medalhas no Campeonato Mundial de Esgrima, nos anos 1987 e 1989.
Após retirar do desporto de alta competição, dedicou-se à política, exercendo de ministro de Desportos entre 2002 e 2007.

## Palmarés internacional
| Jogos Olímpicos    | Jogos Olímpicos               | Jogos Olímpicos   | Jogos Olímpicos   |
| Ano                | Lugar                         | Medalha           | Prova             |
| ------------------ | ----------------------------- | ----------------- | ----------------- |
| 1984               | Los Angeles ( Estados Unidos) | Medalha de ouro   | Sabre individual  |
| 1984               | Los Angeles ( Estados Unidos) | Medalha de prata  | Sabre por equipas |
| 1988               | Seul ( Coreia do Sul)         | Medalha de ouro   | Sabre individual  |
| 1992               | Barcelona ( Espanha)          | Medalha de bronze | Sabre individual  |
| 1992               | Barcelona ( Espanha)          | Medalha de bronze | Sabre por equipas |
| Campeonato Mundial |                               |                   |                   |
| Ano                | Lugar                         | Medalha           | Prova             |
| 1987               | Lausana ( Suíça )             | Medalha de ouro   | Sabre individual  |
| 1987               | Lausana ( Suíça )             | Medalha de bronze | Sabre por equipas |
| 1989               | Denver ( Estados Unidos)      | Medalha de bronze | Sabre por equipas |